# Parque de la Campana de la Libertad
Parque de la Campana de la Libertad (en hebreo: גן פעמון הדרור, Gan HaPa'amón HaDror) es un parque de Jerusalén que contiene una réplica de la Campana de la Libertad de Filadelfia (Estados Unidos) de la que toma su nombre. Se encuentra cerca de Talbiyeh, en la colonia alemana de Jerusalén y del barrio de Yemin Moshe.
Fue fundado en 1976 para celebrar el bicentenario de los EE. UU. y abarca nueve hectáreas, siendo el parque más popular de la ciudad. Incluye instalaciones deportivas, área de pícnic, un anfiteatro de 1000 asientos, un teatro de títeres, música en las esquinas, áreas para exposiciones, bailes folclóricos y actuaciones en vivo.